# クマ原田
クマ 原田（クマ はらだ、1951年6月10日 - 2023年3月22日（訃報発表日））は、日本のベーシスト、音楽プロデューサー。北海道札幌市出身。本名は原田 時芳（はらだ ときよし）。

## 人物
10代で「シング・アウト」のメンバーとして、NHK総合テレビジョンの音楽バラエティ番組『ステージ101』に1970年1月10日の第一回から1971年4月3日まで出演。その後すぐドイツへ渡り、ミュージカル『ヘアー』公演に参加、オランダ滞在を経てロンドンへ移住する。移住した1972年以後、スタジオ・ミュージシャンとして活躍する。ヴァン・モリソンやミック・テイラー、ケイト・ブッシュなど、海外の著名なアーティストと数多く共演している他、布袋寅泰など日本の有名ミュージシャンとの共演も多い。

## 経歴
- 1962年（もしくは1963年） - 11歳からギターを始める[3]。
- 1968年 - 高校2年生の時、道徳再武装（Moral Re-Armament、略称MRA）の国際移動学校に転校[3]。その夏、全米ツアー[3]。
- 1969年 - 東南アジアツアー[3]。高校3年生になる時、NHK学園の通信教育を受けながら、MRAの音楽ディレクターのロビー和田が編成したレッツ・ゴーのメンバーだった惣領泰則らとシング・アウトを結成。シング・アウトはNHKのオーディションに合格してヤング101のメンバーとなり、翌1970年から総合テレビジョンで放送が予定されていた新しい音楽番組『ステージ101』にレギュラー出演することが決まった。7月25日、シング・アウトはヤマハ音楽振興会が開催した音楽コンクール『第1回合歓ポピュラーフェスティバル'69』（『第1回ねむの里音楽祭』）に出場し、『ステージ101』の音楽監督になった中村八大が作曲した「涙をこえて」（作詞・かぜ耕士）を披露して作曲グランプリを受賞[10]。11月5日に本曲をシング・アウトのデビュー・シングルとして発表。
- 1970年 - 1月10日に放送が始まった『ステージ101』にヤング101のシング・アウトの原田時芳としてレギュラー出演[5][7]。シング・アウトは「涙をこえて」を番組オリジナルソングとして披露した。
- 1971年 - 4月3日の放送をもってヤング101を卒業[5][注 1][注 2]。ヨーロッパの音楽やアートに関心を抱き、シベリア鉄道経由でミュンヘンへ向かう。ロック・ミュージカル『ヘアー』に音楽監督・プレーヤーとして参加し[11]、ドイツ全国を回る。
- 1972年 - アムステルダムに半年ほど滞在後、ロンドンに移住する[2]。
- 1974年 - Jonathan Kelly's Out sideに参加。この頃からスタジオの仕事も始まる。
- 1976年 - Gonzalezに参加。ボブ・マーリー&ザ・ウェイラーズのツアーにGonzalezとして参加。
- 1977年 - Gonzalezが世界的ヒット「Haven’t stop dancing yet」を出す。
- 1978年 - Gonzalezから離脱し、本格的にフリーのスタジオミュージシャンとして活動を始める。
- 1979年 - 原田が3曲に参加したミック・テイラーのアルバム『ミック・テイラー』がリリースされる[12]。また、ピーター・グリーンが同年リリースしたアルバム『イン・ザ・スカイズ』では大部分の曲に参加し[13]、同作は全英アルバムチャートで32位を記録[14]。
- 1980年 - リチャード・ベイリー（ds、のちインコグニート）、ウィンストン・ディランドロ（g）、ジェームス・ラッセルズ（key）らとThe Breakfast Bandを結成。シングル「LA14」は全英ダンスチャートで2週間ナンバー１となる。バンドのアルバム『Dolphin Ride』をプロデュース、プロデューサーとしての活動も始まる。
- 1982年 - ペンギン・カフェ・オーケストラの日本ツアーとレコーディングに参加[2]。
- 1983年 - スノウィー・ホワイトのシングル曲「Bird of Paradise」をプロデュースし[15]、この曲は全英シングルチャートで6位に達する大ヒットを記録[16]。レコーディングメンバーとヨーロッパツアー。
- 1985年 - 沢田研二のツアー「架空のオペラ」に参加。
- 1986年 - クリス・レアのヨーロッパツアーに参加。
- 1988年 - スノウィー・ホワイトとSnowy White Blues Agencyを結成。また、布袋寅泰のファースト・アルバム『GUITARHYTHM』のレコーディングに参加。以降も、『GUITARHYTHM WILD』、『King & Queen』などの作品に参加した。
- 1989年 - Mick Taylor All Star Bandに参加。「ベアフット・スタジオ」をロンドンの下町ハックニーに開く[2]。
- 1992年 - Mick Taylor All Star Bandに再参加。
- 1993年 - 英国で初めてのサッカーアカデミー「Barefoot Cultural Exchange Initiative」（現・「Barefoot Communications Ltd.」）を、「クラウン・アンド・マナ・ボーイズ・クラブ」、Hackney Community Collegeとのパートナーシップで開く[3]。
- 1996年 - 今井美樹のシングル「PRIDE」のレコーディング。
- 1997年 - 今井美樹のツアーに参加。
- 1998年 - 日英文化交流への貢献を評価され、英国首相（当時）のトニー・ブレアの招待で天皇・皇后と首相官邸での昼食会に出席する[3]。この年日本で初めて、マイケル・スペンサーと共にロンドン交響楽団のミュージシャンおよび、友人の塩谷哲、山木秀夫らとともに、音楽を教育のツールとして、グループで作曲をしていくプロセスを通してコミュニケーション、自己表現、自己責任、互いのサポートなどを育成するワークショップを札幌で開く。また、リンダ・ルイスとブルーノート東京、大阪に出演。
- 1999年 - マイケル・スペンサーとシェークスピアを歌舞伎スタイルで取り組む教育ワークショップをロンドンの日本大使館の要望で日本から歌舞伎役者の中村又蔵を招いてロンドン市内の4中学校と3ヶ月の期間をかけて開催。今井美樹の日本ツアーに参加。
- 2000年 - 文化庁と日本オーケストラ連盟の招待で、マイケル・スペンサーと日本のオーケストラと音楽を通しての教育ワークショップを始める。以後、2007年まで毎年音楽教育ワークショップのために来日する。
- 2001年 - 「ジャパン・イヤー」の一環として1999年に開催した歌舞伎プロジェクトを英国4カ所で中村又蔵を招待して、日本大使館・大英博物館とのパートナーシップで3ヶ月にわたるワークショップを開く。
- 2002年 - ロンドンのコンテンポラリー音楽学校（Tech Music School）とパートナーシップを始め音楽でもサッカーアカデミーの形態を始める。
- 2003年 - 今井美樹ツアー参加。第4回音楽教育ワークショップで日本へ。
- 2004年 - 「クラウン・アンド・マナ・ボーイズ・クラブ」の評議委員に選ばれる。
- 2005年 - 北海道芸術高等学校の初代校長に就任[2]。今井美樹ツアーに参加。
- 2007年 - 文化庁、日本オーケストラ連盟招待の最後の第8回音楽教育ワークショップで日本へ。
- 2008年 - 7月、原田がプロデュースした湯川潮音のアルバム『灰色とわたし』がリリースされる[17]。原田はその後も湯川のアルバム『Sweet Children O' Mine』（2009年）、『クレッシェンド』（2010年）をプロデュースする[18]。Mick Taylor All Star Bandに再参加。
- 2009年 - 4月、Billboard Live東京・大阪にMick Taylor Bandとして出演[19]。Mick Taylor Bandでフランスツアー。日本フィルの招待で音楽教育ワークショップで日本へ。
- 2010年 - Mick Taylor Bandでアメリカ、ヨーロッパツアー。日本フィルの招待で音楽教育ワークショップで日本へ。
- 2016年 - スティーヴ・ハーレイ&コックニー・レベルのツアーに参加。
- 2019年 - かねてプロデュースを手がける英国在住のオペラ歌手 谷本綾香の日本ツアーoperaupdate 2019に参加。札幌、東京、大阪、三重で公演する。
- 2023年 - 死去[20]。3月22日に、布袋寅泰とスティーヴ・ハーレイが訃報を報告した[21][22]。71歳没。

## 所属グループ
- シング・アウト
- Gonzalez
- Jonathan Kelly's Out side
- The Breakfast Band
- ペンギン・カフェ・オーケストラ
- Snowy White Blues Agency
- Mick Taylor All Star Band
- CO-CóLO
- ピタゴラス・パーティー

## レコーディング
特記があるものを除き、全てアルバムである。「Gonzalez」、「CO-CóLO」の作品については、当該項目参照
- シング・アウト
  - 涙をこえて (1969)　※シングル
- マイケル・ムアコック&ディープ・フィックス
  - New Worlds Fair (1975)
- ジョナサン・ケリー
  - Two Days In Winter (1975)
- イアン・デューリー
  - New Boots and Panties!! (1977)
- ジンジャー・ベイカー
  - Eleven Sides of Baker (1977)
- ヴァン・モリソン
  - Wavelength (1978)
- ミック・テイラー
  - ミック・テイラー (1979)
  - Arthur's Club-Geneve 1995 (1995)
  - A Stone's Throw (2000)
- ピーター・グリーン
  - In the Skies (1979)
  - Little Dreamer (1980)
  - Blue Guitar (1981)
  - Last Train To San Antone (1991)
  - Peter Green Songbook(A Tribute To His Work In Two Volumes)-First Part (1995)
  - Green and Guitar:The Best of Peter Green 1977-1981 (1996)
  - Blues for Dhvana (1998)
  - The Clown (2001)
- ポール・キャラック
  - The Nightbird (1980)
- ケイト・ブッシュ
  - December Will Be Magic Again (1980)　※シングル
- ビリー・オーシャン
  - Inner Feelings (1982)
- The Breakfast Band
  - Dolphin Ride (1982)
  - Water's Edge (1985)
- スノウィー・ホワイト
  - White Flames (1983)
  - Snowy White (1984)
  - That Certain Thing (1987)
  - Change My Life (1988)
  - Open For Business (1989)
  - Highway to the Sun (1994)
  - No Faith Required (1996)
  - The Way It Is (2005)
- ニック・カーショウ
  - Radio Musicola (1986)
- クリス・ファーロウ
  - Waiting in the Wings (1992)
- アネット・ピーコック
  - X-Dreams (1978)
  - Live In Paris (1981)
- ラファエル・ラヴェンスクロフト
  - Her Father Didn't Like Me Anyway (1979)
- ディック・モリシー
  - Cape Wrath (1979)
- チャス・ジャンケル
  - Chas Jankel (1980)
  - Questionaire (1981)
- ポリー・スタイリーン
  - Translucence (1981)
- ロドニー・フランクリン
  - Skydance (1985)
- デヴィット・ノップラー
  - Small Mercies (1994)
  - Giver (1994)
- リンダ・ルイス
  - Born Performer: Live in Japan (1996)
- ティム・ヒンクリー
  - Hinkley's Heroes (2005)
- ペンギン・カフェ・オーケストラ
  - The Penguin Cafe Orchestra Mini Album (1983)
  - Broadcasting from Home (1984)
  - Preludes,Airs&Yodels (1997)
  - History (2002)
- 布袋寅泰
  - GUITARHYTHM (1988)
  - GUITARHYTHM WILD (1993)
  - King & Queen (1996)
- 今井美樹
  - PRIDE (1997)
  - 私はあなたの空になりたい/白のワルツ(1997)
- 花田裕之
  - Riff Rough (1990)
  - MY LIFE (1992)
- ピタゴラス・パーティー
  - MORE-ish (2000)

## プロデュース
- スノウィー・ホワイト
- レニー・ザカテク
- 小林啓子
- 花田裕之
- Garapagos
- 今井美樹
- 高宮マキ
- 湯川潮音
- 谷本綾香
- 広沢タダシ